# Мужен (кантон)
Муже́н (фр. Mougins) — упразднённый кантон во Франции, в регионе Прованс — Альпы — Лазурный Берег, департамент Приморские Альпы. Входил в состав округа Грас. Код INSEE кантона — 0646.
До марта 2015 года в состав кантона Мужен входило 4 коммуны, административный центр располагался в коммуне Мужен.

## Состав кантона
| Коммуна             | Население, чел. (1999) | Почтовый индекс | Код INSEE |
| ------------------- | ---------------------- | --------------- | --------- |
| Ла-Рокетт-сюр-Сьянь | 4445                   | 06550           | 06108     |
| Ле-Канне            | 12 796                 | 06400           | 06029     |
| Муан-Сарту          | 8886                   | 06370           | 06084     |
| Мужен               | 16 051                 | 06250           | 06085     |

## Население
Население кантона на 2007 год составляло 47 389 человек.
| 1962 | 1968 | 1975 | 1982 | 1990 | 1999   | 2006   | 2007   | 2008 |
| ---- | ---- | ---- | ---- | ---- | ------ | ------ | ------ | ---- |
| —    | —    | —    | —    | —    | 42 178 | 47 692 | 47 389 | —    |

По закону от 17 мая 2013 и декрету от 24 февраля 2014 года количество кантонов в департаменте Приморские Альпы уменьшилось с 52-х до 27-ми. Новое территориальное деление департаментов на кантоны вступило в силу во время выборов 2015 года. После реформы кантон был упразднён. Коммуна Ла-Рокетт-сюр-Сьянь — в состав вновь созданного кантона Манделье-ла-Напуль, коммуна Ле-Канне — в состав вновь созданного кантона Канны-1, коммуна Муан-Сарту передана в состав вновь созданного кантона Грас-2, а административный центр Мужен — передан в состав кантона Ле-Канне (округ Грас).